# Cantón de Les Bouchoux
El cantón de Les Bouchoux era una división administrativa francesa, que estaba situada en el departamento de Jura y la región de Franco Condado.

## Composición
El cantón estaba formado por once comunas:
- Bellecombe
- Choux
- Coiserette
- Coyrière
- La Pesse
- Larrivoire
- Les Bouchoux
- Les Moussières
- Rogna
- Viry
- Vulvoz

## Supresión del cantón de Les Bouchoux
En aplicación del Decreto nº 2014-165 de 17 de febrero de 2014, el cantón de Les Bouchoux fue suprimido el 22 de marzo de 2015 y sus 11 comunas pasaron a formar parte del nuevo cantón de Saint-Lupicin.